# Radar passif
Pour les articles homonymes, voir radar (homonymie).

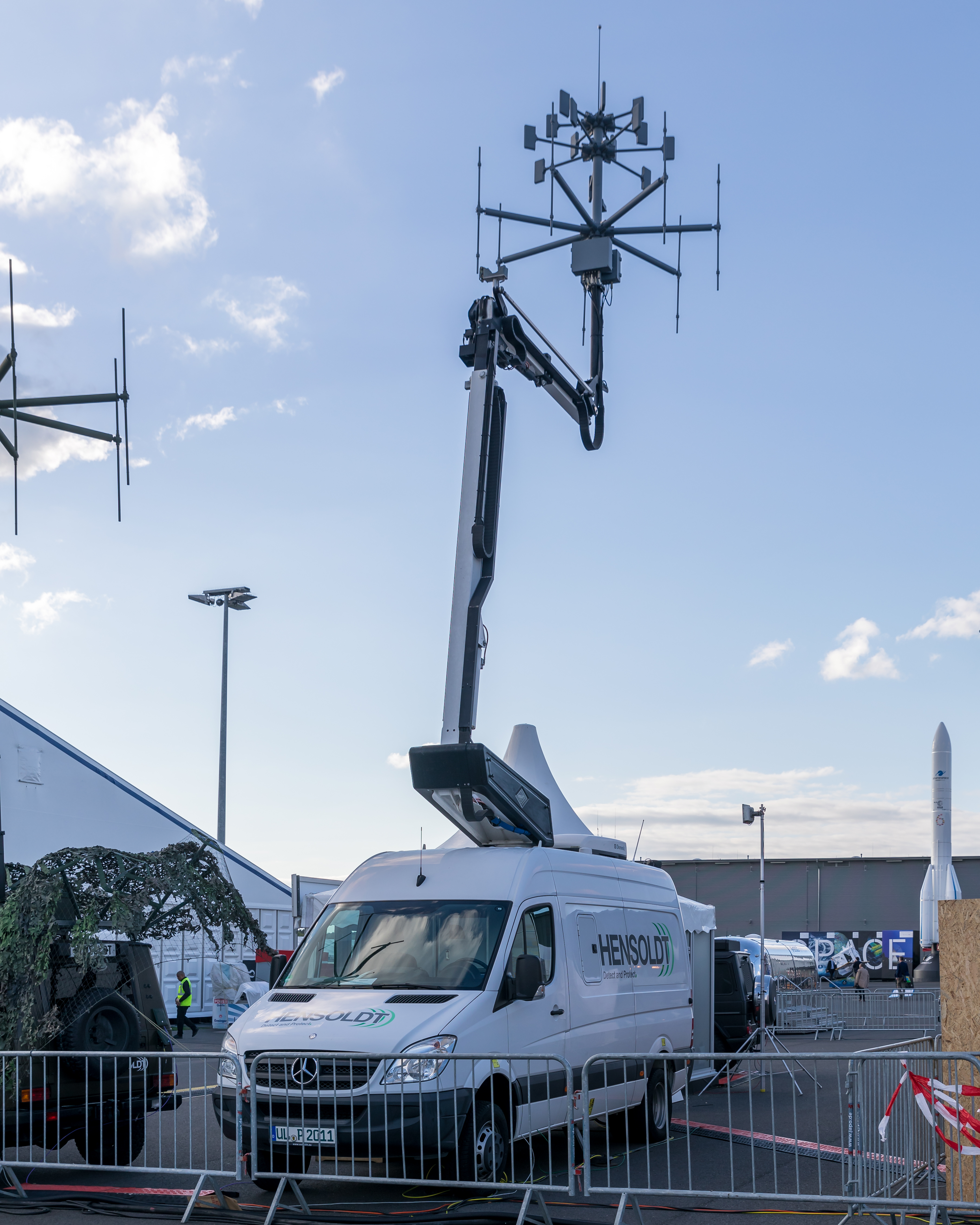
Radar passif TwInvis de la société allemande Hensoldt.

Un radar passif est un radar qui peut détecter et suivre un objet en utilisant les réflexions de sources étrangères au système telles que des stations de radiodiffusion ou de radiocommunication. C'est un cas particulier du radar bistatique qui peut utiliser soit une source faisant partie de son système, soit une source étrangère.

## Introduction
Un radar actif conventionnel est constitué d'un émetteur et d'un récepteur situés au même endroit et qui se partagent la même antenne pour l'émission et la réception. On émet un signal pulsé, et en mesurant le temps du parcours jusqu'à la cible et retour sur l'antenne on calcule la distance de l'objet.
Dans le cas d'un radar passif, il n'y a pas d'émetteur dédié. À la place, le récepteur utilise un émetteur d'opportunité — ne faisant pas partie de son système — et mesure la différence de marche entre le signal qu'il reçoit directement de l'émetteur, et le signal réfléchi par la cible. Cette mesure permet de déterminer la « distance bistatique » de l'objet qui se présente sous forme d'une ellipse, l'émetteur et le récepteur occupant respectivement les foyers de l'ellipse. En plus de la distance bistatique, un radar passif permet de mesurer le décalage de fréquence de l'écho par effet Doppler et dans certaines configurations son azimut. Ces informations étant connues on peut calculer la position, le cap et la vitesse de la cible. Dans certains cas on peut utiliser plusieurs émetteurs et/ou plusieurs récepteurs et augmenter ainsi la pertinence et la précision de la mesure (multistatisme). On peut noter que si l'on dispose de plus de trois géométries différentes de couples émetteur-récepteur non liées, alors le vecteur vitesse obtenu est un vecteur vitesse absolu et non un simple vecteur radial comme dans un radar monostatique ou bistatique.
Le terme de « radar passif » est parfois utilisé improprement pour désigner les capteurs qui permettent la surveillance des avions à l'aide de leurs émissions infrarouges ; en effet, ces systèmes n'utilisent pas une énergie réfléchie par la cible et sont plus justement nommés MRE (Mesures de soutien électronique).

## Histoire
L'idée d'un récepteur radar utilisant des ondes radio réfléchies existantes provenant d'un émetteur distant n'est pas nouvelle. Les premiers essais au Royaume-Uni, furent conduits en 1935 par Robert Watson-Watt qui démontrèrent le principe en détectant un bombardier Handley Page Heyford à une distance de 12 km en utilisant l'émetteur de radiodiffusion de la BBC à Daventry (Northamptonshire). Les premiers radars étaient bistatiques car on ne savait pas encore faire la commutation émission/réception sur une même antenne. Dès le début des années 1930 plusieurs pays utilisèrent des systèmes de radars bistatiques pour leurs réseaux de défense aérienne. Par exemple, les Britanniques avaient mis sur pied le Chain home, la France utilisait un radar bistatique à porteuse continue en configuration « barrière », les Russes eux aussi avaient un système à porteuse continue, le RUS–1, et les Japonais également.
Les Allemands ont utilisé un radar bistatique passif au cours de la Seconde Guerre mondiale. Ce système, appelé le Klein Heidelberg, était situé à Ostende et était constitué d'un récepteur bistatique qui utilisait les émissions du Chain home britannique comme source extérieure pour détecter les avions survolant le Sud de la mer du Nord.
Les systèmes bistatiques ont laissé la place aux systèmes monostatiques avec l'apparition de la commutation synchronisée en 1936. Ces systèmes monostatiques sont beaucoup plus aisés à mettre en œuvre en supprimant les problèmes de géométrie complexes inhérents aux configurations à émetteur et récepteur séparés. De plus, leur usage embarqué à bord d'avions ou de bateaux est devenu possible avec la miniaturisation de l'électronique.
Au début des années 1950, les systèmes bistatiques ont eu un regain d'intérêt avec la découverte des propriétés de la diffraction des ondes radar. Des expériences aux États–Unis d'Amérique ont conduit à l'utilisation d'un système bistatique, le AN/FPS-23 fluttar radar, dans la ligne DEW (Distant Early Warning) nord-américaine. Il s'agissait d'un radar bistatique à faisceau fixe en configuration barrière, développé en 1955, et destiné à détecter le franchissement de la ligne DEW par des bombardiers volant à faible altitude. Les radars fluttar étaient conçus pour surveiller les zones d'ombre entre les radars de surveillance monostatiques MPQ-64 Sentinel. Les radars fluttar sont restés en service sur la ligne DEW pendant cinq ans.
Avec la baisse du coût de l'informatique et l'arrivée de récepteurs numériques dans les années 1980, on assiste à un nouveau regain d'intérêt pour les radars passifs. Pour la première fois les ingénieurs ont pu utiliser des techniques numériques du traitement du signal pour se servir de différents signaux radioélectriques et des techniques de la corrélation croisée pour obtenir des informations suffisamment précises pour détecter des cibles et estimer leur distance bistatique et leur décalage Doppler. Des programmes secrets étaient poursuivis dans plusieurs pays, mais c'est en 1998 que Lockheed-Martin Mission Systems lança le premier matériel commercial avec son Silent Sentry system qui utilisait les émissions des radios FM et des émetteurs de télévision analogiques.
L'intérêt principal d'un tel radar est son faible coût : 20 fois moins qu'un radar actif. De plus, il est indétectable puisqu'il n'y a aucune émission autres que les ondes radios et télévisées locales qu'un avion équipé d'un détecteur de radar puisse noter. Finalement, il peut détecter les avions furtifs car ceux-ci sont dessinés pour minimiser le retour vers le radar émetteur et non pour limiter leur signature dans les autres directions. L'Otan a soupçonné les forces Serbes au Kosovo d'utiliser ce type de radar à cause de ces trois avantages. Le 27 mars 1999, un bombardier furtif américain F-117A a été abattu et les autorités pensent qu'il a été repéré par un radar passif de fabrication tchèque, de classe Tamara, sans pouvoir le prouver . On craint que la même chose puisse se produire dans divers théâtres de combat comme en Irak.

## Principales sources utilisables
On a développé des systèmes de radars passifs qui utilisent chacune de ces sources :
- télévision analogique,
- radio FM,
- stations terrestres de GSM,
- diffusion audionumérique,
- diffusion vidéonumérique,
- émetteurs terrestres de TV haute définition en Amérique du Nord.

Les signaux des satellites ne conviennent généralement pas car, soit leur puissance est trop faible, soit leur orbite est telle que leur temps de passage est trop court. Comme exception on peut toutefois citer les satellites radar et les satellites de radiodiffusion.

## Principe
Dans le cas d'un radar conventionnel, le moment de l'émission de l'impulsion, et l'onde émise, sont parfaitement connus. Ceci permet de calculer facilement la distance de la cible et d'utiliser un filtre adapté pour obtenir un bon rapport signal sur bruit au niveau du récepteur. Un radar passif n'a pas d'informations directes sur le signal émis et doit donc être associé à un canal de réception (le « canal de référence ») pour « écouter » en direct chaque émetteur dont on utilise le signal et en assurer le traitement en temps réel. Typiquement, un radar passif fonctionne selon le schéma suivant :
- réception du signal direct de l'émetteur et du signal réfléchi par la cible sur des récepteurs numériques, linéaires et à faible bruit,
- Beamforming[5] numérique pour déterminer la direction incidente du signal et pour éliminer spatialement les fortes interférences de la bande,
- filtrage adapté[4] pour supprimer tout retour du signal direct dans le, ou les, canaux de surveillance,
- mise en forme du signal spécifique à l'émetteur,
- corrélation croisée du canal de référence avec le, ou les, canaux de surveillance pour déterminer la distance bistatique et le décalage Doppler de l'objet,
- détection par la méthode du CFAR (Constant false alarm rate),
- regroupement et suivi des objets détectés dans l'espace distance/Doppler appelé « ligne de poursuite »,
- regroupement et fusion des lignes de poursuite de chaque émetteur pour obtenir l'estimation finale de la position, de l'azimut et de la vitesse des objets.

Tous ces points sont détaillés dans les sections ci-dessous.

### Système de réception
Par opposition à un radar conventionnel qui « écoute » les échos pendant les périodes de silence de l'émetteur, un radar passif doit être capable de détecter des cibles de très petite taille au milieu d'interférences puissantes et ininterrompues. Pour cela, il est indispensable que le récepteur soit à très faible bruit, soit parfaitement linéaire et ait une très bonne dynamique. Malgré ces précautions, le signal des échos reçu est très en dessous du bruit de fond, ce qui tend à limiter la sensibilité du récepteur en raison du signal direct de l'émetteur lui-même et d'autres émetteurs qui peuvent opérer sur la même bande. Les radars passifs utilisent des récepteurs numériques qui restituent un signal de sortie échantillonné et numérisé.

### Traitement du signal(beamforming)
La plupart des radars passifs utilisent des antennes réseau à commande de phase constituées de quelques antennes. Ceci permet de calculer l'azimut des échos incidents en utilisant les techniques radar classiques du beamforming comme l'amplitude monopulse, qui utilise une série de faisceaux connus se recouvrant ou encore des méthodes plus sophistiquées de beamforming adaptatif.

D'autre part, quelques systèmes expérimentaux utilisent uniquement deux antennes et la différence de phase à la réception sur chaque antenne (battement) permet de calculer l'azimut des échos. Cette technique est appelée « interférométrie de phase » (phase interferometry).

### Mise en forme du signal
Avec certains types d'émetteurs il est indispensable de faire une mise en forme spécifique du signal avant l'étape de la corrélation croisée. Il s'agit de faire un filtrage analogique efficace de la bande passante, de procéder à une équalisation pour augmenter la qualité du signal de référence, de supprimer les structures indésirables du signal numérique pour améliorer la fonction d'ambiguïté, et même de reconstruire des parties du signal de référence à l'aide du signal numérique reçu.

### Filtrage adapté
Dans la plupart des systèmes de radar passif, le ratio signal/interférence limite la portée en raison du signal direct venant de l'émetteur qui est continu et très puissant devant le signal réfléchi. Pour s'affranchir de ce problème, on utilise un filtre adapté pour atténuer ou supprimer le signal direct avec un traitement voisin du contrôle actif du bruit. Cette étape est indispensable pour s'assurer que les lobes latéraux, dus au décalage Doppler dans le signal direct, n'occultent pas les échos plus petits résultant de l'étape de corrélation croisée.
Dans quelques cas particuliers, les interférences dues au signal direct ne constituent pas un réel problème, l'émetteur se trouvant derrière l'horizon ou derrière un relief de terrain. Mais ceci reste exceptionnel car l'émetteur est le plus souvent choisi « à vue » pour obtenir une bonne couverture à basse altitude.

### Corrélation croisée
L'étape clef dans le traitement du signal d'un radar passif est la corrélation croisée. Cette étape se comporte comme celle du filtrage adapté et permet aussi d'obtenir une valeur approchée de l'angle bistatique et du décalage Doppler bistatique sur chacun des échos. La plupart des signaux de radiodiffusion, qu'ils soient analogiques ou numériques, se comportent comme du bruit et ont tendance à ne pouvoir être mis en corrélation qu'avec eux-mêmes. Ceci est un véritable problème avec les cibles mobiles car, en raison de l'effet Doppler qui en résulte, l'écho ne sera pas en corrélation avec le signal direct. Pour s'affranchir de ce problème, et pour réussir la corrélation croisée, il faudra mettre en œuvre une batterie spécifique de filtres adaptés, chacun étant réglé sur un décalage Doppler particulier. Une corrélation croisée basée sur la transformée de Fourier discrète (TFD) donne de très bons résultats. On peut considérer que le gain est égal au produit temps × bande passante, BT, où B est la largeur de bande et T la longueur de la séquence du signal traité. Un gain de 50 dB n'est pas rare. L'augmentation du temps d'intégration est limitée par la vitesse de la cible et par sa stabilité en distance et en décalage Doppler pendant la période de mesure.

### Détection de la cible
On isole les cibles sur la surface de corrélation croisée en déterminant un seuil adaptatif et en admettant que tous les retours au-dessus de cette surface correspondent bien à des cibles. Classiquement, on utilise l'algorithme CFAR (constant false alarm rate).

### Ligne de poursuite
La ligne de poursuite est formée par les retours des différentes cibles au cours d'un temps donné dans l'espace Doppler fourni par la corrélation croisée. Classiquement, on utilise un filtre de Kalman. Une part importante des fausses alarmes est rejetée à ce stade du traitement.

### Association de trajectoires et estimation de position
Dans le cas d'une configuration bistatique (un émetteur et un récepteur) on peut déterminer la position de la cible simplement en calculant l'intersection de l'azimut avec l'ellipse de la distance bistatique. Cependant, les erreurs sur la distance bistatique et l'azimut rendent cette méthode très imprécise. On obtient de meilleurs résultats en estimant l'ensemble des coordonnées bistatiques (position, azimut et vitesse) à partir de la totalité des mesures de la distance bistatique, azimut et décalage Doppler et en utilisant un filtre non linéaire tel que le filtre de Kalman.
Lorsqu'on utilise plusieurs émetteurs, la cible peut être potentiellement détectée par chacun d'eux. Comme l'écho de chaque cible apparaît à une distance bistatique et un décalage Doppler différents, il est indispensable de savoir quelle cible reçue par l'intermédiaire d'un émetteur correspond à quelles cibles reçues par l'intermédiaire des autres émetteurs. Lorsqu'on a fait ce rapprochement, le point d'intersection des ellipses des distances bistatiques des différents émetteurs correspond à la position de la cible. La précision dans ce cas est très supérieure à celui où on n'utilise qu'une seule ellipse. Une fois encore, pour obtenir la meilleure précision on associe les résultats obtenus de chaque émetteur en utilisant un filtre non linéaire comme le filtre de Kalman.

### Sources à bande étroite et porteuse continue
La description ci-dessus part du principe que l'onde issue de l'émetteur utilisé possède une fonction d'ambiguïté utilisable, et partant, que la corrélation croisée fournira des résultats exploitables. Mais certains signaux de radiodiffusion (la télévision analogique, par exemple) contiennent une structure dans leur domaine temporel qui restitue, après corrélation croisée, un signal extrêmement ambigu et imprécis. Dans ce cas, la méthode décrite ci-dessus ne fonctionne pas. En revanche, si le signal comporte une composante porteuse continue (CW) suffisamment puissante, il est possible de détecter et de suivre des cibles en utilisant une autre méthode : dans le temps, le décalage Doppler et la modification de l'angle d'incidence de l'écho des cibles en mouvement vont modifier la porteuse qui est caractéristique de la position, de la vitesse et de la direction de la cible. Par conséquent, on va pouvoir utiliser un estimateur non linéaire pour estimer l'état de la cible à partir de l'historique des valeurs du décalage Doppler et de la direction. Des travaux ont été publiés démontrant la faisabilité de cette approche pour la poursuite d'avions en utilisant les signaux de télédiffusion analogiques. Cependant, l'initialisation des mesures est longue et difficile et l'utilisation de signaux à bande étroite est certainement mieux adaptée comme complément à l'usage de sources ayant une meilleure surface d'ambiguïté.

## Performance
Les performances d'un radar passif sont comparables à celles d'un radar conventionnel à courte ou moyenne portée. La zone de détection peut être déterminée en utilisant les équations radar classiques, mais en s'assurant d'avoir pris en compte les bonnes valeurs pour le gain du traitement et pour la limitation du bruit. De plus, contrairement à un radar conventionnel, la zone de détection est aussi fonction de la géométrie de l'ensemble du système étant donné que la distance entre l'émetteur et le récepteur détermine le niveau du bruit dans lequel la cible devra être reconnue. En première approximation on peut raisonnablement penser qu'un radar passif utilisant comme source une émission de radiodiffusion FM aura une portée de 150 km, et pour des stations à haute puissance de télédiffusion analogique on pourra s'attendre à des portées supérieures à 300 km. Pour des sources de faible puissance — comme les cellules de radiotéléphonie portable — la portée sera de quelques dizaines de kilomètres.
La précision d'un radar passif est très fortement liée à la géométrie du système et au nombre d'émetteurs et de récepteurs utilisés. Les configurations qui n'utilisent qu'un émetteur et un récepteur auront tendance à être beaucoup moins précises qu'un radar de surveillance conventionnel, alors que les systèmes multistatiques permettent d'obtenir des précisions notablement supérieures. La plupart des radars passifs sont en deux dimensions, mais on peut toutefois faire des mesures de hauteur lorsqu'il y a des différences d'altitude significatives entre les émetteurs, le récepteur et la cible, réduisant ainsi les pertes de précision dues à la géométrie.

## Avantages et inconvénients

### Avantages
- Pas de nécessité d'allocation spécifique de fréquences.
- Mise en œuvre indétectable
- Faible investissement de départ.
- Faible coût de maintien en condition opérationnelle dû à l'absence d'émetteur et de pièces mobiles.
- Installation discrète et de petite dimension pouvant donc être envisagée dans des endroits inaccessibles aux radars conventionnels (parcs naturels, milieux urbains...).
- Bonne efficacité sur les cibles à très basse altitude ou masquées en raison des bandes de fréquence très basses et des géométries multistatiques utilisées.
- Efficacité contre les avions furtifs pour les mêmes raisons.
- Rafraîchissements rapides, en général de l'ordre d'une seconde.
- Difficile à brouiller à distance (bistatique) voire impossible (multistatique).
- Bonne résistance aux missiles anti-radar[11].

### Inconvénients
- Technologie récente encore en pleine évolution.
- Dépendance de sources extérieures au système.
- Complexe à mettre en œuvre.
- Limité à la 2D[10].

## Matériels commerciaux
- Lockheed-Martin's Silent Sentry — utilisant les stations de radiodiffusion FM.
- BAE Systems' CELLDAR — utilisant le réseau terrestre de relais GSM.
- Thales Air Systems' Homeland Alerter — utilisant les stations de radiodiffusion FM.

## État actuel de la recherche
L'intérêt pour les radars passifs se développe dans le monde entier avec des publications nombreuses témoignant d'une recherche active aux États-Unis (Air Force Research Labs, Lockheed-Martin Mission Systems, Raytheon, Université de Washington, Georgia Institute of Technology et l'Université de l'Illinois), aux Pays-Bas (Nato C3 Agency), au Royaume-Uni (Roke Manor Research, Université de Birmingham, BAE Systems), en France (ONERA), en Allemagne (FGAN-FHR), en Pologne (École polytechnique de Varsovie). On trouve également une recherche active dans ce domaine en Chine et en Russie. Le faible coût du système le rend particulièrement attractif pour les universités et autres organismes à ressources limitées, d'autant qu'il s'agit plus d'innover dans des logiciels ultrasophistiqués que dans des équipements lourds et coûteux.
Aujourd'hui, la recherche est surtout axée sur l'exploitation des nouveaux signaux de radio et de télédiffusion numériques.

### Reconstitution de l'image de la cible
Les chercheurs de l'Université de l'Illinois et du Georgia Institute of Technology, avec l'aide du DARPA et du NATO C3 Agency ont montré qu'il était possible de réaliser l'image de synthèse d'un avion avec un radar passif multistatique. En effet, en utilisant une configuration à plusieurs émetteurs sur des fréquences différentes et situés dans des endroits différents, on peut construire une importante base de données dans un espace de Fourier pour une cible donnée. La reconstitution de l'image de la cible peut se faire à travers l'inverse d'une transformée de Fourier rapide (IFFT). Herman, Moulin, Ehrman et Lanterman ont publié des travaux basés sur des simulations qui laissent supposer que des radars passifs à fréquence basse (utilisant des émissions de radiodiffusion FM) pourraient permettre un classement des cibles en plus de leur poursuite. Ces systèmes de reconnaissance automatique mesurent la puissance reçue pour estimer la surface équivalente radar (SER) de la cible. La SER ainsi estimée sous divers angles de la cible au fur et à mesure qu'elle traverse la zone de surveillance est comparée à une bibliothèque de SER connues de cibles probables et permet ainsi le classement.

## Sources et bibliographie
- (en) Cet article est partiellement ou en totalité issu de l’article de Wikipédia en anglais intitulé « Passive radar » (voir la liste des auteurs).
- (en) Howland, P.E., A Passive Metric Radar Using the Transmitters of Opportunity, Conf. sur les radars, Paris, France, mai 1994, pp. 251-256.
- (en) Howland, P.E., Target tracking using television-based bistatic radar, IEE Proc. Radar, Sonar & Navig., Vol. 146, Nº 3, juin 1999.
- (en) Howland, P.E., Maksimiuk, D. et Reitsma, G., FM radio based bistatic radar, Radar, Sonar and Navigation, IEE Proceedings, Vol. 152, Nº 3, 3 juin 2005 ; p. 107 à 115, DOI 10.1049/ip-rsn:20045077.
- (en) Kulpa K. et Czekała Z., Long-Range Performance Increase in Passive PCL Radar, 3e Multinational Conference on Passive and Covert Radar, 2003 (PCR-2003), University of Washington Applied Physics Laboratory, Seattle, Washington, 21-23 octobre 2003.
- (en) K. Kulpa, Z. Czekala, Masking Effect and its Removal in PCL Radar, IEE Proc. Radar, Sonar and Navigation, vol. 152, Nº 3, p. 174 à 178, juin 2005.
- (en) Nordwall B.D., Silent Sentry A New Type of Radar, Aviation Week & Space Technology, Nº 30, 1998, p 70-71.
- (en) H. D. Griffiths, C. J. Baker, J. Baubert, N. Kitchen, M. Treagust, Bistatic radar using satellite-borne illuminators of opportunity, Proc. International Conference RADAR 2002, p. 1-5, octobre 2002.
- (en) M. Malanowski, Influence of Integration Time on Tracking Performance in PCL Radar, Proc. Photonics Applications in Astronomy, Communications, Industry, and High-Energy Physics Experiments, vol. 6937, 28 décembre 2007.